# Juan Valdemira de León

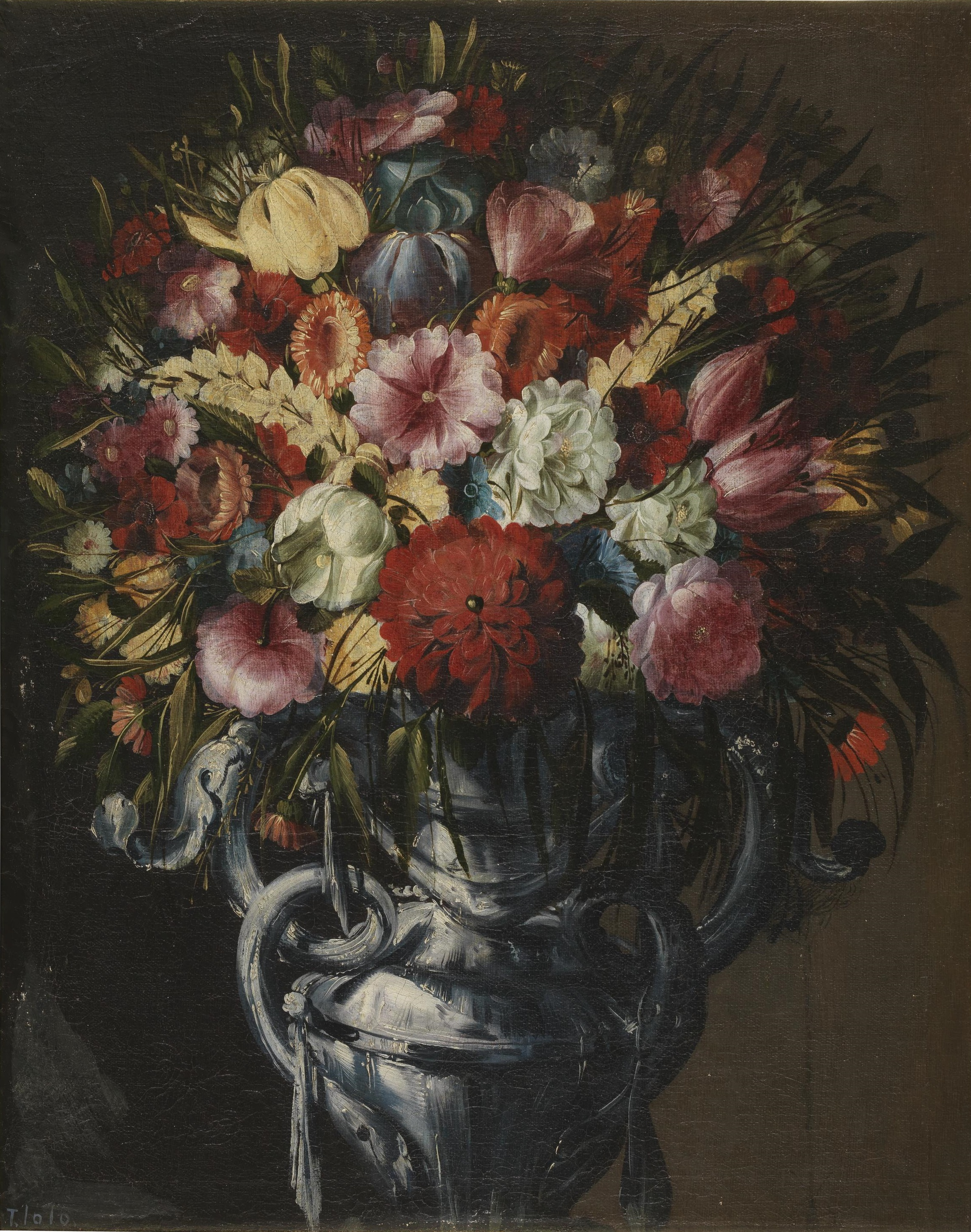
Anónimo: Florero, óleo sobre lienzo, 81 x 64 cm, Madrid, Museo del Prado. Catalogado como anónimo en los inventarios más recientes, el cuadro estuvo inventariado como obra de Valdemira tras su ingreso en el museo en 1889.

Juan Valdemira de León o Valdelmira fue un pintor barroco español, discípulo o colaborador de Francisco Rizi según Ceán Bermúdez, a quien se debe toda la información referida a este pintor, que él a su vez tomó de Felipe de Castro.
Nacido en Tafalla (Navarra), habría iniciado su formación como pintor en Valladolid en el taller de su padre hasta que, muerto este, pasó a Madrid donde entró a trabajar en el taller de Rizi, «siendo la admiración del maestro y la envidia de los condiscípulos». Colaboró con Rizi en las obras que el maestro tenía encomendadas en Toledo y en el Buen Retiro, pero muy principalmente en la pintura de la cúpula de la iglesia de San Antonio de los Alemanes en Madrid, en cuyos frescos trabajaron Rizi y Carreño entre 1662 y 1666. Falleció repentinamente en fecha próxima cuando solo contaba treinta años y fue enterrado en la parroquia de Santiago.
Según Ceán, en Madrid abundaban los floreros pintados por él, «que compiten con los mejores de Arellano», y aunque ninguno firmado se conoce, en 1889 ingresó en el Museo del Prado un florero a su nombre, donado por la duquesa viuda de Pastrana.